# Erdélyi magyar középiskolák listája
Középiskola Erdélyben (XVI. század-1993). Az iskolahálózat középső foka az elemi (később általános) oktatás és a tudományegyetem, ill. szakfőiskolák között.

## Bevezetés, felsorolás
Az erdélyi magyar értelmiség létrehozásában nagy jelentőségre tettek szert a kollégium, líceum, gimnázium nevet viselő középfokú iskolák a 16-17. századtól kezdve, változó alakzatokban többnyire mind a mai napig. Felsorolásuk az alapítás időbeli sorrendjében és fejlődésük főbb adataival a következő:
- 1. Szatmári Református Kollégium. Alapítása 1530-40-re tehető. Ma ismét Szatmári Református Gimnázium.
- 2. Marosvásárhelyi Református Kollégium. 1556-57-ben nyílt meg. Egykori tanáráról elnevezve ma Bolyai Farkas Elméleti Líceum.
- 3. Kolozsvári Unitárius Kollégium. Az 1557-es tordai országgyűlés határozatából jött létre, első rektora Dávid Ferenc, a vallásalapító. Kriza János és Szentiváni Mihály a reformeszméket támogató Remény kiadásával irodalmi központtá tette. 1957 óta tanítványa és tanára, Brassai Sámuel nevét viselő, 1977-1989 között ipari, ma újra elméleti líceum.
- 4. Szászvárosi Kollégium. 1560 körül alapították. Főgondnokáról 1877-ben gróf Kun Kocsárd nevét vette fel. 1925-ben szűnt meg, miután megvonták nyilvánossági jogát.
- 5. Kolozsvári Római Katolikus Líceum. Báthory István 1579-ben alapította. Eredetileg egyetemi rangra emelt iskola, Mária Terézia uralkodása alatt jogi és orvosi karral. 1776-tól a piarista rend adta oktatóit; II. József csak a bölcseleti tanfolyamot hagyta meg. Tanítványa volt Mikes Kelemen és Jósika Miklós. Az államosítás után 1956-tól 11-es, majd 1977-től 3-as számú líceum. Nemzetiségi voltát 1984-től igyekeztek megbontani, de 1990-ben visszanyerte magyar jellegét. Ma Báthory István Elméleti Líceum. Kév évkönyve: Tiltott évkönyv (Kolozsvár, 1990); A talpra állás évkönyve (Kolozsvár, 1991).
- 6. Gyulafehérvári Római Katolikus Gimnázium. Báthori István alapította 1579-ben. 1922-től Majláth Gusztáv Károly püspök nevét viselte 1948-ig, amikor mint magyar iskolát megszüntették.
- 7. Nagyváradi Római Katolikus Gimnázium. Az 1580-as évek elején alapított jezsuita iskolából fejlődött ki, 1780-tól bölcseleti, 1788-tól jogi kurzussal, ezek később jogakadémiaként különváltak. 1808-tól a premontrei kanonokrend veszi át a gimnázium vezetését. 1923-ban az iskolát megszüntetik, 1940-től Pázmány Péter nevét viselve újra megnyílik. A tanügyi reform után egy időre Magyar Klasszikus Vegyes Líceum, utóbb Mihai Eminescu Líceum magyar osztállyal.
- 8. Székelyudvarhelyi Római Katolikus Gimnázium. Jezsuita alapítás 1593-ban. 1958-ban Dr. Petru Grozáról nevezték el, s román tagozata létesült. 1990-ben visszanyerte magyar jellegét, ma Tamási Áron nevét viseli.
- 9. Kolozsvári Református Kollégium. Egy már 1545-ben létesített óvári iskolából 1607 körül állandósult. 1655-től Apáczai Csere János vezetésével indult meg a teológiai és filozófiai oktatás. 1733-tól jogi tanszékhez jut. 1948-tól az államosítás után egy ideig Ady Endre nevét viseli, majd román középiskolával egyesítve Ady-Șincai Líceum. 1990-ben felszámolják az utolsó magyar osztályát is. Utóda az egyelőre otthontalan Református Szeminárium-Líceum, majd a református leánygimnázium helyébe lépő Apáczai Csere János Elméleti és Pedagógiai Líceum.
- 10. Nagyenyedi Református Kollégium. Eredetileg 1622-ben Bethlen Gábor fejedelem alapította akadémia Gyulafehérvárott; az 1658-as tatárdúlás után helyezte át Apafi Mihály fejedelem Nagyenyedre. 1792-től jogi tanfolyama, 1858-tól tanítóképzője, 1862-től teológiája főiskolai jelleget ad neki. Az 1948-as államosítás után az 1970-es és az 1980-as években kétnyelvű ipari líceum, 1990 óta újra magyar jellegű Bethlen Gábor Elméleti Líceum.
- 11. Szatmári Római Katolikus Gimnázium. Pázmány Péter 1634-ben vetette meg alapjait. 1948-ban összevonták a református kollégiummal mint Állami Magyar Fiúlíceumot.
- 12. Máramarosszigeti Református Líceum. Egy már 1540 körül létesült grammatikai iskolából fejlődött ki 1640-től kezdve. Helyébe 1948-tól román tannyelvű pedagógiai iskola került.
- 13. Zilahi Református Kollégium. 1646-ban indult gimnáziumi osztállyal. 1902-től főgondnoka után elnevezve Wesselényi Miklós Kollégium, 1953-tól egy ideig tanítványáról elnevezve román-magyar osztályokkal Ady Endre Líceum. 1990 óta hagyományait református szeminárium-líceumi osztályok ápolják.
- 14. Székelyudvarhelyi Református Kollégium. 1670-ben alapították. 1927-ben megszűnik, helyébe költöztetik a nagyenyedi református tanítóképzőt. 1940-48 között újraindul fiúgimnáziuma is, amely az 1948-as államosítás után egy ideig közigazgatási középiskola. A tanítóképző 1948 után is pedagógiai iskola, 1990-től Benedek Elek Líceum néven.
- 15. Csíkszeredai Római Katolikus Gimnázium. A ferencrendiek alapították 1667-69-ben Csíksomlyón. Az államosítás (1948) után kétnyelvű elméleti líceum, 1990-ben visszanyeri magyar jellegét és felveszi egykori tanítványa, Márton Áron püspök nevét.
- 16. Nagybányai Római Katolikus Gimnázium. Jezsuiták 1673 körül alapítják, amikor még működik Schola Rivulina néven egy református kollégium is (1547-1755). 1948 után beolvasztják a vegyes Gheorghe Șincai Líceumba.
- 17. Kézdivásárhelyi Római Katolikus Gimnázium. 1680-ban alapították Esztelneken, 1696-ban Kantára költözött. 1962-től kétnyelvű ipari líceum. 1990-től újra magyar tannyelvű s alapítója, Nagy Mózes nevét viseli.
- 18. Marosvásárhelyi Római Katolikus Gimnázium. Jezsuiták alapítják 1712 körül. Az 1940-es években II. Rákóczi Ferenc nevét viseli. 1959-ben egyesítették a román Unirea líceummal.
- 19. Nagykárolyi Római Katolikus Gimnázium. Alapítója 1725-ben Károlyi Sándor gróf. Működését 1923-ban felfüggesztik, 1940-ben piarista gimnáziumként újraindul, felveszi alapítója nevét. 1948-tól vegyes tannyelvű líceum.
- 20. Máramarosszigeti Piarista Gimnázium. Piaristák nyitották meg 1731-ben. Már 1862-től volt román és rutén tanszéke is. Ma Dragoș Vodă Líceum, magyar tagozattal.
- 21. Aradi Római Katolikus Gimnázium. Minoriták nyitották meg 1745-ben. 1863-tól román tanszéke is volt. 1919-től a Moise Nicoară, majd Ioan Slavici Líceum magyar tagozataként folytatódik, magyar s újra kétnyelvű ipari líceum. 1990-től magyar jellegű Csíky Gergely Elméleti Líceum.
- 22. Temesvári Római Katolikus Gimnázium. A még 1751-ben alapított arad-szentannai piarista gimnázium 1790-ben költözött Temesvárra. Az iskolák államosításakor (1948) megszüntették. Önálló magyar iskola ma a városban a Bartók Béla Líceum.
- 23. Székelykeresztúri Unitárius Kollégium. Alapítását 1793-ban határozták el. Itt tanult Kriza János. 1963-tól kétnyelvű. 1990-ben visszanyerte magyar jellegét. Ma Berde Mózes nevét viseli.
- 24. Szilágysomlyói Római Katolikus Gimnázium. 1828-ban nyílt meg. 1859-től minoriták irányítják 1923-ig, amikor megvonják nyilvánossági jogát. 1919-től 1940-ig román nyelvű líceum volt. 1940-ben újraindul a magyar gimnázium, a tanügyi reformkor 1948-ban megszüntették, majd 1956-ban indult újra román és magyar nelyvű osztályokkal. Ma Simion Bărnuțiu nevét viseli és kétnyelvű líceum.
- 25. Brassói Római Katolikus Gimnázium. 1837-ben nyitja meg kapuit. Az államosítás (1948) után Magyar Vegyes Líceum, majd az Unirea Líceum magyar tagozata. 1990-től újra magyar iskola, Áprily Lajosról elnevezve.
- 26. A nagyváradi Orsolya-zárda leánynevelő intézetéből 1855-ben alakult felső elemi, 1858-tól tanítónőképző, 1890-től polgári, 1928-tól a Szent Orsolya leánygimnázium, majd pedagógiai leányiskola. Az államosítás után, 1956-tól vegyes líceum, 1970-től Alexandru Moghioroș Líceum néven; a 80-as évek végén román osztályokat is kapott, de 1990-től Ady Endre Líceum néven visszakapta magyar jellegét.
- 27. Sepsiszentgyörgyi Székely Mikó Kollégium. 1859-ben alakult a székelység adományaiból, gróf Mikó Imre alapítványa segítségével. Jótevője nevét ma újra viseli.
- 28. Nagyváradi Főreáliskola. 1873-ban nyílt meg. 1919 után egyesítették a román Emanuil Gojdu Líceummal. 1940-ben Szent László Gimnázium néven folytatódott szintén két tagozattal. 1948-tól munkáslíceum, majd újra Gojdu nevét viselő román líceum.